# Liste der denkmalgeschützten Objekte in Verneřice
Grundlage dieser Liste der denkmalgeschützten Objekte in Verneřice ist die ÚSKP-Liste (Ústřední seznam kulturních památek České republiky, deutsch Zentrale Liste der Kulturdenkmäler der Tschechischen Republik), die von der tschechischen Denkmalschutzbehörde NPÚ (Národní památkový ústav, deutsch Nationale Denkmalbehörde) seit 1987 geführt wird und an die seit dem Jahr 1850 geschaffenen Listen anschließt.

## Denkmalgeschützte Objekte nach Ortsteilen

### Verneřice(Wernstadt)
| Lage                                               | Objekt                                          | Beschreibung | ÚSKP-Nr.                  | Bild                                            |
| -------------------------------------------------- | ----------------------------------------------- | --- | ------------------------- | ----------------------------------------------- |
| Verneřice, Mírové náměstí (Standort)               | Terrassenförmiger Aufbau des Ringplatzes        | Terrassenförmiger Aufbau des Markts (Terasovitá úprava náměstí)                                                                                         | 21093/5-4051 Info Katalog | Terrassenförmiger Aufbau des Ringplatzes        |
| Verneřice, Mírové náměstí (Standort)               | Brunnen mit Florianssäule                       | Brunnen mit Statue des hl. Florian auf dem Marktplatz                                                                                                   | 45011/5-4053 Info Katalog | Brunnen mit Florianssäule                       |
| Verneřice, Mírové náměstí 1 (Standort)             | St. Annenkirche                                 | St. Annenkirche | 22036/5-4050 Info Katalog | weitere Bilder                                  |
| Verneřice, Českolipská, am Haus Nr. 257 (Standort) | Straßenbrücke über den Bobří potok (Bieberbach) | Straßenbrücke über den Bobří potok | 34097/5-4054 Info Katalog | Straßenbrücke über den Bobří potok (Bieberbach) |
| Verneřice 258, Okružní 301, 302, 303 (Standort)    | Leitenberger Kattunfabrik                       | ehem. Textilfabrik (Kattunspinnerei) des Johann Josef Leitenberger (Leitenbergova kartounka), gegründet 1770 mit den Gebäuden Nr. 258, 301, 302 und 303 | 21430/5-4844 Info Katalog | Leitenberger Kattunfabrik                       |

### Příbram (Biebersdorf)
| Lage                  | Objekt            | Beschreibung                        | ÚSKP-Nr.                  | Bild              |
| --------------------- | ----------------- | ----------------------------------- | ------------------------- | ----------------- |
| Příbram (Standort)    | Mariensäule       | Säule mit Statue der Jungfrau Maria | 26764/5-4057 Info Katalog | Mariensäule       |
| Příbram 63 (Standort) | Bauernhaus Nr. 63 | Bauerngehöft                        | 32960/5-4055 Info Katalog | Bauernhaus Nr. 63 |
| Příbram 75 (Standort) | Bauernhaus Nr. 75 | Bauerngehöft                        | 18663/5-4056 Info Katalog | Bauernhaus Nr. 75 |

### Rychnov (Reichen)
| Lage                   | Objekt                  | Beschreibung    | ÚSKP-Nr.                  | Bild                    |
| ---------------------- | ----------------------- | --------------- | ------------------------- | ----------------------- |
| Rychnov 50 (Standort)  | Haus Nr. 50             | Bauernhaus      | 31443/5-4060 Info Katalog | Haus Nr. 50             |
| Rychnov 64 (Standort)  | Haus Nr. 64             | Bauernhaus      | 45262/5-4061 Info Katalog | Haus Nr. 64             |
| Rychnov 108 (Standort) | Haus Nr. 108            | Bauernhaus      | 17518/5-4062 Info Katalog | Haus Nr. 108            |
| Rychnov 151 (Standort) | ehem. Pfarrhaus Nr. 151 | ehem. Pfarrhaus | 17681/5-4059 Info Katalog | ehem. Pfarrhaus Nr. 151 |

### Rytířov (Rittersdorf)
| Lage                  | Objekt                 | Beschreibung                        | ÚSKP-Nr.                  | Bild                   |
| --------------------- | ---------------------- | ----------------------------------- | ------------------------- | ---------------------- |
| Rytířov (Standort)    | Brunnen an der Kapelle | Brunnen an der Kapelle am Dorfplatz | 26752/5-4072 Info Katalog | Brunnen an der Kapelle |
| Rytířov 38 (Standort) | Brunnen bei Nr. 38     | Brunnen vor dem Haus Nr. 38         | 23084/5-4749 Info Katalog | Brunnen bei Nr. 38     |
| Rytířov 2 (Standort)  | Haus Nr. 2             | Bauernhaus                          | 28489/5-4063 Info Katalog | Haus Nr. 2             |
| Rytířov 3 (Standort)  | Haus Nr. 3             | Bauernhaus                          | 21865/5-4064 Info Katalog | Haus Nr. 3             |
| Rytířov 5 (Standort)  | Haus Nr. 5             | Bauernhaus                          | 45195/5-4065 Info Katalog | Haus Nr. 5             |
| Rytířov 6 (Standort)  | Haus Nr. 6             | Bauernhaus                          | 26817/5-4066 Info Katalog | Haus Nr. 6             |
| Rytířov 12 (Standort) | Haus Nr. 12            | Bauernhaus                          | 16482/5-4067 Info Katalog | Haus Nr. 12            |
| Rytířov 25 (Standort) | Haus Nr. 25            | Bauernhaus                          | 20522/5-4068 Info Katalog | Haus Nr. 25            |
| Rytířov 36 (Standort) | Haus Nr. 36            | Bauernhaus und Kapelle              | 18381/5-4070 Info Katalog | Haus Nr. 36            |
| Rytířov 42 (Standort) | Haus Nr. 42            | Bauernhaus                          | 19567/5-4071 Info Katalog | Haus Nr. 42            |